# بيكر (مسلسل)
بيكر مسلسل تلفزيوني أمريكي يعتمد على كوميديا الموقف عرض في الفترة من 1998 حتى 2004 على شبكة هيئة الإذاعة الكولومبية. يجسد الممثل الأمريكي تيد دانسون شخصية الطبيب جون بيكر الذي يعيش في منطقة برونكس بمدينة نيويورك ويملك عيادة صغيرة في نفس المنطقة ولكنه دائم التذمر من مرضاه، زملائه في العمل، أصدقائه، وخاصة كل شيء في العالم. بسبب طبيعته هذه فإن الناس لا تتقبله. مرضاه وأصدقائه يدينون له بالولاء بسبب طيبة قلبه ومواقفه تجاههم.

## الشخصيات
- تيد دانسون في دور جون بيكر : بيكر متخرج من مدرسة طب هارفارد ويملك عيادة بالقرب من منطقة سكنه. إنه دائم الشكوى من الكثير من الأشياء ومنها مصباح الشارع الذي يومض، جيرانه المزعجون، أو فشله في محاولات الإقلاع عن التدخين. لديه اعتقاد بأن كل الأشخاص القصار الطول عبارة عن حظ سيء عندما يشاهدهم وأن أمرا سيئا سيحدث له. تزوج وطلق مرتين وهو حساس من هذا الموضوع. يحب الطعام الصيني خصوصا عندما يحصل على الكوبونات المجانية. لديه وجهة نظر ليبرالية في السياسة ولكنه لا يلتزم بحزب معين. يكره بشكل خاص الرئيس الأمريكي السابق ريتشارد نيكسون لأنه انفصل عن حبيبته بسبب ابداء رأيه السيء حوله أمام والد حبيبته. بيكر ملحد ويعترف في أحد الحلقات بهذا الأمر وعندما يسأل عن إيمانه فإنه يجيب دوما بأنه يؤمن بالعلم.
- هاتي وينستون في دور مارجريت ويبورن : مديرة عيادة الطبيب بيكر وإحدى القلائل التي تواجه بيكر وتنتقده على تصرفاته السيئة. متزوجة من شخص يدعى لويس ولكنه لا يظهر في أي حلقة بل يتم ذكر اسمه. لقد فكرت في مرة من المرات في ترك مهنة التمريض والاتجاه لاحتراف الغناء. مارجريت مسيحية متدينة ولكنها تملك وجهة نظر ليبرالية في الأمور السياسية.
- شاوني سميث في دور ليندا : فتاة سطحية ولم يتم ذكر لقبها طوال عرض المسلسل. قرر الالتحاق بالعمل في العيادة من أجل الاعتماد على نفسها بعيدا عن والديها الثريان. السبب الوحيد لقبول الطبيب بيكر أن تعمل ليندا معه هو أنه مدين بخدمة لصالح والدها. لا يعتمد عليها في العمل ولكن في نهاية اليوم فإنه تقوم ببعض الأمور المفاجأة وتنقذ الموقف. تسكن ليندا في شقة اشتراها لها والديها حيث تتميز هذه الشقة بوجود بواب خصوصي، لوحة للفنان مونيه، مشهد رائع على الحديقة، وجارها السفير الدانمركي. أقامت العديد من العلاقات مع الشبان ولكنها لا تنفك عن الارتباط وفسخ الارتباط بحبيبها السابق غيل. تعتبر ليندا محبوبة من قبل المرضى خصوصا الأطفال بسبب تفائلها الدائم. معجبة بالطبيب بيكر وتتفق معه في تصرفاته عندما يصادف أن يكون مزاجه جيدا. تبدي احتراما شديدا لمارجريت وتنقذها في بعض المواقف العصيبة.
- تيري فاريل في دور ريجينا (ريجي) كوستاس : مالكة ومديرة مطعم صغير ورثته من والدها الراحل. ريجي عارضة أزياء سابقة وهي غير سعيدة بالبقاء في المطعم. عندما لا يكون الطبيب بيكر متواجدا في العيادة أو الشقة فإنه يحب التواجد في مطعمها. عبرت ريجي عن حبها لبيكر وأيضا عن كرهها له في نفس الوقت. قررت الحصول على شهادة في علم النفس على الرغم من سخرية بيكر منها. في الموسم الخامس تقيم حلاقة حميمية مع بيكر بسبب غيرتها من تواصله الجيد مع كريس ولكنها في صباح اليوم التالي تبدي أسفها على ما فعلته وتقرر الرحيل عن المدينة بأكملها من أجل احياء مسيرتها المهنية في عالم عرض الأزياء. تقوم ريجي بالاتصال هاتفيا بجاك وتخبره بأنها في ميامي حيث التقت ببعض صديقاتها السابقات ووافقت على طلبهن بالسفر معهن إلى أوروبا.
- أليكس ديزيرت في دور جاك ماليناك : أفضل صديق لبيكر والذي يعمل بائع جرائد ومجلات في زاوية صغيرة في مطعم ريجي. أصيب جاك بالعمى على إثر حادث سيارة. ما زال يعيش مع جدته حتى وفاتها ثم تزوج من أماندا بعد 24 ساعة من لقائهما ببعض ثم قررت أماندا ترك جاك بعد سنتين ونصف وأخذ جميع ممتلكاته معها. في الحلقة الأخيرة يظهر بأنه يقرر الرحيل إلى مدينة شيكاغو من أجل العيش مع قريب له يعمل أستاذا في الجامعة.
- سافيريو غويرا في دور بوب : بوب ذو أصول إيطالية وهو متخرج من المدرسة الثانوية في نفس السنة التي تخرجت فيها ريجي. يتميز بوب بقصر القامة، الانزعاج، وفي أول موسمين كان يشير إلى نفسه كأنه شخص ثالث. بوب مدمن على ممارسة الجنس ويرغب بشدة في ممارسته مع ريجي. يحصل بوب على وظيفة بواب في العمارة التي يسكن فيها بيكر في الموسم الثالث ولكنه يقول بأقل قدر ممكن من العمل. بوب مثل ليندا حيث أنه غير معروف لقبه بينما اسمه الأوسط هو بينيتو. كان بوب ممثل ثانوي في أول جزئين ولكن بعد نجاح شخصيته استطاع أن يكون أحد أبطال المسلسل حتى نهاية الجزء الخامس. لم يظهر في الجزء السادس وأشار جاك في أحد الحلقات بأنه يقضي إجازته في مكان بعيد بينما السبب الحقيقي يكمن في عدم رغبة الممثل غويرا في تجديد العقد.
- نانسي ترافيس في دور كريس كونور : انضمت كريس إلى فريق العمل في آخر 4 حلقات من الجزء الرابع بصفة جارة بيكر الجديدة ولكنها أصبحت من أبطال المسلسل في الجزء الخامس. قررت كريس شراء المطعم من ريجي وبدأت علاقة حب وكراهية مع بيكر كما كان يحدث لريجي.
- جورج جارسيا في دور هكتور لوبيز : هو صديق جاك حيث أنه يعتبره مثل أخيه بسبب معرفتهما لبعضهما منذ الطفولة. ظهر في الجزء السادس لكي يحل بشكل بسيط مكان بوب. في الحلقة الأخيرة يقرر هكتور أن يأخذ مكان جاك في الزاوية التي كان يبيع فيها.

## جوائز المسلسل
| السنة | المهرجان               | الجائزة                                    | الحاصل عليها      |
| 1999  | مهرجان الممثلين الصغار | أفضل ممثل ضيف شرف في مسلسل تلفزيوني كوميدي | روبرت بيلي جونيور |
| 2001  | مهرجان الممثلين الصغار | أفضل ممثل ضيف شرف في مسلسل تلفزيوني كوميدي | جوي زيمرمان       |
| ----- | ---------------------- | ------------------------------------------ | ----------------- |

## روابط خارجية
- بيكر على موقع IMDb (الإنجليزية)
- بيكر على موقع ميتاكريتيك (الإنجليزية)
- بيكر على موقع روتن توميتوز (الإنجليزية)
- بيكر على موقع كينوبويسك (الروسية)
- بيكر على موقع ألو سيني (الفرنسية)
- بيكر على موقع قاعدة بيانات الفيلم (الإنجليزية)